# Плечеголовна вена
Плечеголовна вена (лат. v. brachiocephalica) — парна венозна судина, що утворюється внаслідок злиття внутрішньої яремної та підключичної вен позаду грудинно-ключичного суглоба з кожної сторони. Права плечеголовна вена коротша за ліву на 1-2 см та проходить більш вертикально. Ліва плечеголовна вена має довжину 4-5 см та проходить косо зверху вниз та зліва направо до місця злиття з правою плечеголовною веною.

## Топографія
Права плечеголовна вена проходить спереду від плечеголовного стовбуру (truncus brachiocephalicus), а ліва перетинає верхній відділ дуги аорти (arcus aortae) та артерії цієї ділянки. Плечеголовна вена формується внаслідок впадіння в неї вен, спинного мозку, щитоподібної залози, осердя, стінок грудної клітки й м'язів живота.

## Притоки
- Хребетна вена (v. vertebralis) — проходить разом з однойменною артерію в каналі, що сформований отворами поперечних відростків шийних хребців. Вена виходить з цього каналу в ділянці VII шийного хребця. Дренує хребтові сплетення та структури потиличної ділянки.

- Нижня щитоподібна вена (v. thyroidea inferior) — дренує нижні полюси щитоподібної залози, крім того в неї впадають вени тимуса, гортані, трахеї і стравоходу.

- Внутрішні грудні вени (vv. thoracicae internae) — проходять разом з однойменною артерію. Дренують м'язи живота (vv. epigastricae superiores), діафрагму (vv. musculophrenicae), тканини міжреберних проміжків (vv. intercostales an-teriores). В мезогастральній ділянці верхні надчеревні вени анастомозують з нижніми надчеревними венами, таким чином формують кава-кавальні і порто-кавальні анастомози.